# Beggin' on Your Knees
"Beggin' on Your Knees" es una canción interpretada por Victoria Justice. 
Fue producido por Kristian Lundin y Shellback, quien también coescribió la canción con Savan Kotecha, de Victorious (2011), la banda sonora de la serie de televisión de Nickelodeon, Victorious  fue lanzado como segundo sencillo del álbum el 1 de abril de 2011 por Nick Records.
Musicalmente, la canción se ejecuta a través de un Dance-rock latido orientado con Power pop, las letras hablan de la venganza contra un novio que engaño.
La canción fue recibida con críticas generalmente positivas de los críticos, y la mayoría de ellos alabando su contactado. «Beggin' on Your Knees» ha trazado en la actualidad Billboard Hot 100 en el número cincuenta y ocho, manteniéndose como la segunda canción más alta de la banda sonora. 
El video musical retrata a Justice, previa a su novio infiel, mientras que en el carnaval que se divierte con el reparto Victorious. 
El video musical se estrenó el 12 de marzo de 2011 en Nickelodeon, durante la película de la TV Best Player.

## Video musical
El video fue dirigido por Marcus Wagner. El video fue grabado en el muelle, en la ciudad de Santa Mónica. En el video,Justice es una chica que se divierte con sus amigos en un carnaval cuando se entera de que su novio la ha engañado. Por lo tanto, ella mira a su novio, recordando los buenos tiempos que pasaron juntos, buscando el momento adecuado para enfrentarse a él sobre su otra novia. En el extremo Justice decide susurrar en el oído de la otra chica, para decirle que el novio las está engañando y por lo tanto a las niñas volcar el novio. Justice pasa y decide olvidar el novio y divertirse.

## Actuaciones
El 2 de abril de 2011, el día después de la canción fue lanzada oficialmente como una sola, Justice realizó una versión corta de la canción en la "Countdown to Kids' Choice, se muestra una hora antes de los KCA2011.
La canción también se llevó a cabo en la segunda temporada de estreno de Victorious.

## Créditos y personal
- Victoria Justice - voz, composición
- Shellback - composición, producción, grabación, la programación, instrumentación
- Savan Kotecha - composición
- Kristian Lundin - producción, grabación
- Serban Ghenea - mezclado
- John Hanes - Ingeniería
- Tim Roberts - Asistente de Ingeniería

Los créditos se toman de notas de Victorious.

## Charts
Beggin' on Your Knees debutó en el número 83 en los EE. UU. Billboard Hot 100 en la edición de 16 de abril de 2011 tabla y alcanzó el puesto número 58 en la próxima semana.
| Chart (2011)                       | Posicionamientos |
| ---------------------------------- | ---------------- |
| U.S. Billboard Hot 100             | 58               |
| U.S. Kid Digital Songs (Billboard) | 1                |